# Chris Lemmon
Christopher Boyd Lemmon (Los Angeles, 22 gennaio 1954) è un attore statunitense.

## Biografia
Figlio degli attori Jack Lemmon e Cynthia Stone. È sposato dal 1988 con Gina Raymond, i due hanno una figlia, Sydney, anch'essa attrice.
Ha recitato accanto al celebre padre in Airport '77 (1977), Così è la vita (1986) e Dad - Papà (1989), per poi affermarsi soprattutto in serie televisive.

## Filmografia

### Cinema
- Airport '77, regia di Jerry Jameson (1977)
- Just Tell Me You Love Me, regia di Tony Mordente (1980)
- Bastano tre per fare una coppia (Seems Like Old Times), regia di Jay Sandrich (1980)
- Giarrettiera tutta matta (The Happy Hooker Goes Hollywood), regia di Alan Roberts (1980)
- Just Before Dawn, regia di Jeff Lieberman (1981)
- Swing Shift - Tempo di swing (Swing Shift), regia di Jonathan Demme (1984)
- La corsa più pazza d'America n. 2 (Cannonball Run II), regia di Hal Needham (1984)
- Incontro pericoloso (Yellow Pages), regia di James Kenelm Clarke (1985)
- Quelli dell'accademia militare (Weekend Warriors), regia di Bert Convy (1986)
- Così è la vita (That's Life!), regia di Blake Edwards (1986)
- Dad - Papà (Dad), regia di Gary David Goldberg (1989)
- Corporate Affairs, regia di Terence H. Winkless (1990)
- Forza di fuoco (Firehead), regia di Peter Yuval (1991)
- Vacanza con il morto (Lena's Holiday), regia di Michael Keusch (1991)
- Thunder in Paradise, regia di Douglas Schwartz (1991)
- Thunder in Paradise II, regia di Douglas Schwartz (1994)
- Thunder in Paradise 3, regia di Douglas Schwartz (1995)
- Wishmaster - Il signore dei desideri (Wishmaster), regia di Robert Kurtzman (1997)
- Preso di mira (Land of the Free), regia di Jerry Jameson (1998)
- Best of the Best 4: Without Warning, regia di Phillip Rhee (1998)
- Biglietti... d'amore (Just the Ticket), regia di Richard Wenk (1999)
- Blonde, regia di Andrew Dominik (2022)

### Televisione
- CHiPs – serie TV, episodio 5x05 (1981)
- Vicini troppo vicini (Too Close for Comfort) – serie TV, episodio 2x07 (1981)
- Dalle 9 alle 5, orario continuato (9 to 5) – serie TV, episodio 2x16 (1983)
- Duetto (Duet) – serie TV, 54 episodi (1987-1989)
- California (Knots Landing) – serie TV, 13 episodi (1990)
- Voci nella notte (Midnight Caller) – serie TV, episodio 3x19 (1991)
- Thunder in Paradise – serie TV, 22 episodi (1993)
- Jarod il camaleonte (The Pretender) – serie TV, episodio 2x15 (1998)

## Doppiatori italiani
Nelle versioni in italiano delle opere in cui ha recitato, Chris Lemmon è stato doppiato da:
- Roberto Rizzi in Bastano tre per fare una coppia
- Massimo Lodolo in Così è la vita
- Antonio Sanna in Thunder in Paradise
- Massimo Rossi in Vacanza con il morto
- Fabio Boccanera in Jarod il camaleonte